# Eragrostis racemosa
Eragrostis racemosa är en gräsart som först beskrevs av Carl Peter Thunberg, och fick sitt nu gällande namn av Ernst Gottlieb von Steudel. Eragrostis racemosa ingår i släktet kärleksgrässläktet, och familjen gräs. Inga underarter finns listade i Catalogue of Life.